# Església de la Creu (Riga)
L'Església Blanca de Daugavgrīva (en letó: Krusta evaņģēliski luteriskā baznīca) és una església luterana a la ciutat de Riga, capital de Letònia, està situada al carrer Ropažu, 120. És una església parroquial de l'Església Evangèlica Luterana de Letònia. L'església va ser construïda en el període 1908-1910, dissenyada per l'arquitecte Wilhelms Bokslafs i va ser consagrada l'estiu del 1910.